# Centro cultural de Tailandia
Centro cultural de Tailandia (en tailandés: ศูนย์วัฒนธรรมแห่งประเทศไทย) es un espacio de artes escénicas en Bangkok, Tailandia.
Construido con una donación de Japón, el centro cultural de Tailandia se inauguró el 9 de octubre de 1987 como parte de las celebraciones por el 60.º aniversario del rey Bhumibol.
El lugar consta de dos auditorios y una parte al aire libre y se utiliza para diversos eventos durante todo el año. La Sala Principal es un auditorio de 2.000 asientos, y se utiliza para presentaciones de teatro, conciertos y conferencias. La sala pequeña es de 500 asientos en un auditorio de usos múltiples, que se integra con un anfiteatro al aire libre de 1.000 asientos.